# Нагорода XYZZY Awards
Нагорода XYZZY Awards — це щорічна нагорода, яка присуджується творам інтерактивної літератури, відіграючи таку саму роль, як і нагорода кіноакадемії. У 1997 році нагороду урочисто відкрила Ейлін Муллін, редакторка XYZZYnews. Будь-яка гра, випущена протягом року до церемонії нагородження, має право на номінацію на отримання нагороди. Процес прийняття рішення проходить у два етапи: члени спільноти інтерактивної літератури номінують роботи в певних категоріях, а номінації, які отримали достатню підтримку, стають фіналістами в цих категоріях. Потім члени спільноти голосують за фіналістів, а гра, яка набрала більшість голосів, отримує нагороду на онлайн-церемонії.
З 1997 року XYZZY Awards стала однією з найважливіших подій у спільноті інтерактивної літератури. Разом із такими подіями, як Interactive Fiction Competition і Spring Thing, нагороди XYZZY Awards надають можливість спільноті заохочувати та винагороджувати створення та розвиток нових творів у жанрі, який більше не є комерційно прибутковим.
Назва нагороди походить від чарівного слова «xyzzy», що викликає телепортацію з популярної ранньої текстової пригодницької гри Adventure.

## Нагороди
Нагороди були вручені в наступних категоріях:

### Найкраща гра
Гра, яка є найбільш приємною в цілому; інші нагороди визнають заслуги в окремих якостях.
- 1997: I-0 by Adam Cadre
- 1998: Spider and Web Ендрю Плоткіна
- 1999: Varicella by Adam Cadre
- 2000: Being Andrew Plotkin by J. Robinson Wheeler
- 2001: All Roads by Jon Ingold
- 2002: Savoir-Faire by Emily Short
- 2003: Slouching Towards Bedlam by Daniel Ravipinto and Star Foster
- 2004: Blue Chairs by Chris Klimas
- 2005: Vespers by Jason Devlin
- 2006: The Elysium Enigma by Eric Eve
- 2007: Lost Pig by Admiral Jota
- 2008: Violet by Jeremy Freese
- 2009: Blue Lacuna by Aaron A. Reed
- 2010: Aotearoa by Matt Wigdahl
- 2011: Cryptozookeeper by Robb Sherwin
- 2012: Counterfeit Monkey by Emily Short
- 2013: Coloratura by Lynnea Glasser
- 2014: 80 Days by inkle and Meg Jayanth
- 2015: Birdland by Brendan Patrick Hennessy
- 2016: Superluminal Vagrant Twin by C.E.J. Pacian
- 2017: The Wizard Sniffer by Buster Hudson
- 2018: Bogeyman by Elizabeth Smyth
- 2019: Crème de la Crème, by Hannah Powell-Smith; and Zozzled, by Steph Cherrywell (tie)
- 2020: Vampire: The Masquerade — Night Road by Kyle Marquis
- 2021: What Heart Heard Of, Ghost Guessed by Amanda Walker
- 2022: According to Cain by Jim Nelson

### Найкращий текст
Гра, яка підноситься над іншими за якістю описового тексту.
- 1997: Sunset Over Savannah by Ivan Cockrum
- 1998: Photopia by Adam Cadre
- 1999: For a Change by Dan Schmidt
- 2000: Metamorphoses by Emily Short
- 2001: Fallacy of Dawn by Robb Sherwin
- 2002: The Moonlit Tower by Yoon Ha Lee
- 2003: Narcolepsy by Adam Cadre
- 2004: Blue Chairs by Chris Klimas
- 2005: Vespers by Jason Devlin
- 2006: Delightful Wallpaper Ендрю Плоткіна
- 2007: Lost Pig by Admiral Jota
- 2008: Violet by Jeremy Freese
- 2009: Alabaster by Emily Short et al.
- 2010: Hoist Sail for the Heliopause and Home Ендрю Плоткіна
- 2011: Cryptozookeeper by Robb Sherwin
- 2012: Howling Dogs by Porpentine
- 2013: their angelical understanding by Porpentine
- 2014: With Those We Love Alive by Porpentine and Brenda Neotenomie
- 2015: Birdland by Brendan Patrick Hennessy
- 2016: Take by Katherine Morayati
- 2017: Eat Me by Chandler Groover
- 2018: Bogeyman by Elizabeth Smyth; Animalia by Ian Michael Waddell (tie)
- 2019: Crème de la Crème by Hannah Powell-Smith
- 2020: Jolly Good: Cakes and Ale by Kreg Segal
- 2021: Sting by Mike Russo
- 2022: The Absence of Miriam Lane by Abigail Corfman

### Найкраща історія
Гра з найглибшим або найоригінальнішим сюжетом.
- 1997: Babel by Ian Finley
- 1998: Photopia by Adam Cadre
- 1999: Worlds Apart by Suzanne Britton
- 2000: My Angel by Jon Ingold
- 2001: All Roads by Jon Ingold
- 2002: Savoir Faire by Emily Short
- 2003: Slouching Towards Bedlam by Daniel Ravipinto and Star Foster
- 2004: Blue Chairs by Chris Klimas
- 2005: Beyond by Mondi Confinanti (Roberto Grassi, Paolo Lucchesi, and Alessandro Peretti)
- 2006: The Traveling Swordsman by Mike Snyder
- 2007: A Fine Day for Reaping by James Webb
- 2008: Nightfall by Eric Eve
- 2009: Blue Lacuna by Aaron A. Reed
- 2010: The Warbler's Nest by Jason McIntosh
- 2011: The Play by Deirdra Kiai.
- 2012: Howling Dogs by Porpentine
- 2013: Solarium by Alan DeNiro
- 2014: 80 Days by inkle and Meg Jayanth
- 2015: Birdland by Brendan Patrick Hennessy
- 2016: Foo Foo by Buster Hudson
- 2017: The Wizard Sniffer by Buster Hudson
- 2018: Bogeyman by Elizabeth Smyth
- 2019: Crème de la Crème by Hannah Powell-Smith; Turandot by Victor Gijsbers (tie)
- 2020: A Rope of Chalk by Ryan Veeder
- 2021: What Heart Heard Of, Ghost Guessed by Amanda Walker
- 2022: Fairest by Amanda Walker

### Найкращий світ
Найоригінальніші або найкраще описані локації.
- 1997: A Bear's Night Out by David Dyte
- 1998: Anchorhead by Michael Gentry
- 1999: Hunter, in Darkness Ендрю Плоткіна
- 2000: Shade Ендрю Плоткіна
- 2001: All Roads by Jon Ingold
- 2002: 1893: A World's Fair Mystery by Peter Nepstad
- 2003: Slouching Towards Bedlam by Daniel Ravipinto and Star Foster
- 2004: The Fire Tower by Jacqueline A. Lott
- 2005: Vespers by Jason Devlin
- 2006: Floatpoint by Emily Short
- 2007: Varkana by Maryam Gousheh-Forgeot
- 2008: Nightfall by Eric Eve
- 2009: Blue Lacuna by Aaron A. Reed; The King of Shreds and Patches by Jimmy Maher (tie)
- 2010: Aotearoa by Matt Wigdahl
- 2011: Cryptozookeeper by Robb Sherwin
- 2012: Counterfeit Monkey by Emily Short
- 2013: Robin & Orchid by Ryan Veeder and Emily Boegheim
- 2014: Hadean Lands Ендрю Плоткіна
- 2015: Sunless Sea by Failbetter Games
- 2016: Cactus Blue Motel by Astrid Dalmady
- 2017: 1958: Dancing With Fear by Victor Ojuel
- 2018: Cannery Vale by Hanon Ondricek
- 2019: Heretic's Hope by Grim Baccaris
- 2020: Jolly Good: Cakes and Ale by Kreg Segall
- 2021: The Weight of a Soul by Chin Kee Yong
- 2022: Prism by Eliot M.B. Howard

### Найкращі головоломки
Найбільш добре продумані, розумні та відповідні головоломки.
- 1997: The Edifice by Lucian P. Smith
- 1998: Spider and Web Ендрю Плоткіна
- 1999: The Mulldoon Legacy by Jon Ingold
- 2000: Ad Verbum by Nick Montfort
- 2001: First Things First by J. Robinson Wheeler
- 2002: Savoir Faire by Emily Short
- 2003: Gourmet by Aaron A. Reed
- 2004: The Dreamhold Ендрю Плоткіна
- 2005: Distress by Mike Snyder
- 2006: Delightful Wallpaper Ендрю Плоткіна
- 2007: Suveh Nux by David Fisher
- 2008: Gun Mute by C. E. J. Pacian
- 2009: Earl Grey by Rob Dubbin and Adam Parrish
- 2010: Aotearoa by Matt Wigdahl
- 2011: PataNoir by Simon Christiansen
- 2012: Counterfeit Monkey by Emily Short
- 2013: Coloratura by Lynnea Glasser
- 2014: Hadean Lands Ендрю Плоткіна
- 2015: Sub Rosa by Joey Jones and Melvin Rangasamy
- 2016: 16 Ways to Kill a Vampire at McDonalds by Abigail Corfman
- 2017: The Wand by Arthur DiBianca
- 2018: Junior Arithmancer by Mike Spivey
- 2019: Zozzled by Steph Cherrywell
- 2020: The Impossible Bottle by Linus Åkesson
- 2021: Grooverland by Mathbrush
- 2022: The Bones of Rosalinda by Agnieszka Trzaska

### Кращі NPC
Доречні, кумедні та добре написані акторські склади неігрових персонажів.
- 1997: The Frenetic Five vs. Sturm und Drang by Neil deMause
- 1998: Once and Future by G. Kevin Wilson
- 1999: Varicella by Adam Cadre
- 2000: Being Andrew Plotkin by J. Robinson Wheeler
- 2001: Pytho's Mask, by Emily Short
- 2002: Lock & Key by Adam Cadre
- 2003: City of Secrets by Emily Short
- 2004: Sting of the Wasp by Jason Devlin
- 2005: Vespers by Jason Devlin
- 2006: Floatpoint by Emily Short
- 2007: Child's Play by Stephen Granade
- 2008: Everybody Dies by Jim Munroe
- 2009: Broken Legs by Sarah Morayati
- 2010: Aotearoa by Matt Wigdahl
- 2011: Cryptozookeeper by Robb Sherwin
- 2012: Guilded Youth by Jim Munroe
- 2013: Ollie Ollie Oxen Free by Carolyn VanEseltine
- 2014: Creatures Such As We by Lynnea Glasser
- 2015: Birdland by Brendan Patrick Hennessy
- 2016: Cactus Blue Motel by Astrid Dalmady; Foo Foo by Buster Hudson (tie)
- 2017: The Wizard Sniffer by Buster Hudson
- 2018: Animalia by Ian Michael Waddell
- 2019: Zozzled by Steph Cherrywell
- 2020: Jolly Good: Cakes and Ale by Kreg Segall
- 2021: Lady Thalia and the Seraskier Sapphires by E. Joyce and N. Cormier
- 2022: Lady Thalia and the Rose of Rocroi by E. Joyce and N. Cormier

### Найкраща індивідуальна головоломка
Найбільш натхненна, добре продумана та інтригуюча головоломка.

### Кращий індивідуальний NPC
Особливо добре реалізований і добре написаний неігровий персонаж .

### Найкращий індивідуальний персонаж гравця
Особливо чітко визначений і добре написаний персонаж гравця.

### Найкраще використання середовища
Ця категорія не мала конкретних критеріїв для виборців; багато хто вирішив інтерпретувати цю нагороду як визнання особливо сміливих інтерпретацій меж і можливостей інтерактивної фантастики, особливо щодо стосунків між гравцем, оповідачем і персонажем гравця. Ця нагорода була скасована в 2010 році, коли замість них були введені нагороди за найкраще впровадження та найкраще використання інновацій.
- 1998: Spider and Web Ендрю Плоткіна
- 1999: Aisle by Sam Barlow
- 2000: shrapnel by Adam Cadre
- 2001: The Gostak by Carl Muckenhoupt
- 2002:  Earth and Sky 2: Another Earth, Another Sky by Paul O'Brian
- 2003: ASCII and the Argonauts by J. Robinson Wheeler
- 2004: The Dreamhold Ендрю Плоткіна
- 2005: Mystery House Possessed by Emily Short
- 2006: The Baron by Victor Gijsbers
- 2007: Deadline Enchanter by Alan DeNiro
- 2008: The Moon Watch by Paolo Maroncelli and Alessandro Peretti
- 2009: Blue Lacuna by Aaron A. Reed

### Найкраща реалізація
Запроваджено у 2010 році разом із нагородою «Краще використання інновацій», щоб замінити нагороду «Найкраще використання середнього». Він визнає «повноту реалізації, досконалість повідомлень аналізатора тощо».
- 2011: Six by Wade Clarke
- 2012: Counterfeit Monkey by Emily Short
- 2013: Trapped in Time by Simon Christiansen
- 2014: Hadean Lands Ендрю Плоткіна
- 2015: Midnight. Swordfight. by Chandler Groover
- 2016: Superluminal Vagrant Twin by C.E.J. Pacian
- 2017: Eat Me by Chandler Groover
- 2018: Cragne Manor by Ryan Veeder et al.
- 2019: Ryan Veeder's Authentic Fly Fishing by Ryan Veeder
- 2020: The Impossible Bottle by Linus Åkesson
- 2021: The Libonotus Cup by Nils Fagerburg; The Weight of a Soul by Chin Kee Yong (tie)
- 2022: According to Cain by Jim Nelson

### Найкраще використання інновацій
Запроваджено у 2010 році разом із нагородою «Найкраще впровадження», щоб замінити нагороду «Найкраще використання середнього». Він визнає «найінноваційнішу гру».
- 2011: Kerkerkruip by Victor Gijsbers
- 2012: First Draft of the Revolution by Emily Short, Liza Daly, and Inkle Studios
- 2013: 18 Cadence by Aaron A. Reed
- 2014: Hadean Lands Ендрю Плоткіна
- 2015: Laid Off from the Synesthesia Factory by Katherine Morayati
- 2016: The Ice-Bound Concordance by Aaron A. Reed and Jacob Garbe
- 2017: Harmonia by Liza Daly
- 2018: I. A. G. Alpha by Serhii Mozhaiskyi
- 2019: AI Dungeon by Nick Walton
- 2020: The Impossible Bottle by Linus Åkesson
- 2021: 4×4 Archipelago by Agnieszka Trzaska; Excalibur by J.J. Guest, G.C. Baccaris, and Duncan Bowsman; The Last Night of Alexisgrad by Milo van Mesdag (tie)
- 2022: The Bones of Rosalinda by Agnieszka Trzaska.

### Найкраща технологічна розробка
Розпізнає «інтерпретатори, авторські системи, бібліотеки, утиліти тощо».

### Найкращі додаткові матеріали
Видатний неігровий вміст («feelies»), створений для супроводу певних ігор. Право на участь залежить від року випуску додаткових матеріалів, незалежно від року випуску гри.
- 2010 : Створення інтерактивної фантастики за допомогою Inform 7 (Аарон А. Рід)
- 2011 : PDF-файли та навчальні посібники для Kerkerkruip
- 2012 : Feelies for Magglo Studies
- 2013 : Мультимедіа — Домінік Памплемус

### Найкраще використання мультимедіа
- 2015: Secret Agent Cinder by Emily Ryan
- 2016: The Ice-Bound Concordance by Aaron A. Reed and Jacob Garbe
- 2017: Harmonia by Liza Daly
- 2018: Bandersnatch by Charlie Brooker
- 2019: Dull Grey by Provodnik Games; Heretic's Hope by Grim Baccaris (tie)
- 2020: Crocodracula: The Beginning by Ryan Veeder, Harrison Gerard
- 2021: Fish & Dagger by grave snail games
- 2022: Gent Stickman vs Evil Meat Hand by AZ / ParserCommander

## Подальше читання
- Chris Kohler (12 жовтня 2005). Retro Gaming Hacks: Tips & Tools for Playing the Classics. O'Reilly Media. с. 296. ISBN 9781449303907.